# Bishop's Castle (Regno Unito)
Bishop's Castle è un paese di 1 630 abitanti della contea dello Shropshire, in Inghilterra.